# Absturz einer Boeing 707 der Ethiopian Airlines in Rom
Der Absturz einer Boeing 707-360C ereignete sich am 19. November 1977, als eine Frachtmaschine der Ethiopian Airlines kurz nach dem Start abstürzte, wobei alle fünf Insassen der Maschine ums Leben kamen.

## Flugzeug
Bei der auf dem Flug eingesetzten Maschine handelte es sich um eine Boeing 707-360C. Die Maschine war am 8. April 1968 fabrikneu durch Ethiopian Airlines in Empfang genommen worden und wurde mit dem Luftfahrzeugkennzeichen ET-ACD zugelassen, mit dem sie durchgehend in Betrieb war. Ab April 1974 war die Maschine an Iran Air verleast, ab dem 6. Juni 1976 an Air Algérie und zu einem nicht näher bekannten Zeitraum an Nigeria Airways.
Am 18. Juni 1969 hatte die Maschine am Flughafen Karatschi Beschädigungen durch einen Bombenanschlag erlitten, die später jedoch repariert wurden.

## Besatzung
Es befand sich eine dreiköpfige Besatzung an Bord, bestehend aus Kapitän, Erstem Offizier und Flugingenieur. Als Passagiere befanden sich ein Lademeister und ein Bodentechniker in der Maschine.

## Unfallhergang
Der Frachtflug sollte vom Flughafen Rom-Fiumicino zum Flughafen Asmara (damals Äthiopien, heute Eritrea) führen. Für den Abflug wurde der Besatzung Startbahn 25 zugeteilt. Nachdem die Maschine nach einem außergewöhnlich langen Startlauf abgehoben hatte, gewann sie kaum an Höhe. Die Boeing streifte um 04:22 Uhr Ortszeit und 220 Meter hinter dem Startbahnende in westlicher Richtung Baumwipfel in sieben bis acht Metern Höhe, stürzte 280 Meter weiter zu Boden und geriet in Brand.

## Unfallursache
Der Unfall ereignete sich Berichten zufolge wegen Überladung. Bei den Gewichtsberechnungen sollen die Maßeinheiten verwechselt worden sein. Statt 19.000 angloamerikanischen Pfund (ca. 8600 Kilogramm), die für die Berechnungen der Start- und Abhebegeschwindigkeit kalkuliert wurden, hatte die Maschine 19.000 Kilogramm geladen.